# УНА-УНСО
Украинская национальная ассамблея — Украинская народная самооборона (УНА-УНСО, укр. Українська національна ассамблея — Українська народна самооборона) — украинская политическая партия праворадикального толка, придерживающаяся идеологии «интегрального национализма».
УНА действовала как политическое крыло организации до марта 2014 года, когда официально прекратила существование как самостоятельная политическая партия, была переименована и вошла в состав созданной на её платформе политической партии «Правый сектор»; УНСО продолжает действовать как общественная организация. 20 августа 2015 года УНА-УНСО вновь была зарегистрирована как самостоятельная политическая партия.

## История

### Основание организации
Основана 30 июня 1990 диссидентом Юрием Шухевичем под названием Украинская межпартийная ассамблея (УМА) и представляла собой добровольное объединение нескольких украинских националистических партий и общественных организаций.
К весне 1991 руководство УМА поставило задачей перевоплощения УМА в полноценную политическую партию. К тому времени из объединения вышли Украинская национальная партия и Украинская народно-демократическая партия. 8 сентября 1991 года УМА была переименована в Украинскую национальную ассамблею (УНА) и провозгласила себя партией. Официальной регистрации УНА во времена СССР не получила.
После начала «августовского путча» (1991) руководство УНА призвало формировать украинские военные подразделения с целью отражения возможного военного вмешательства ГКЧП. Согласились создать такие формирования члены УНА, которые служили в Советской армии. Данные полувоенные формирования получили название Украинская народная самооборона (УНСО). Теперь УНА располагала собственным военизированным крылом.
После создания отрядов УНСО их члены провели ряд акций, которые обратили на УНА-УНСО внимание общества, — стычки с русскими националистами в Киеве, силовое и мирное противодействие пророссийским организациям, демонтаж коммунистической символики, проукраинская пропаганда и т. д.

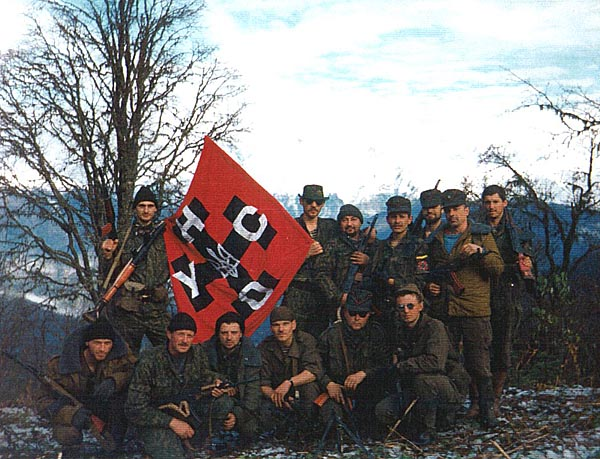
Бойцы УНСО в Грузии во время войны в Абхазии

### После провозглашения независимости Украины
Так как в Крыму и других регионах Украины после провозглашения независимости усилились сепаратистские настроения, УНА-УНСО взялись решить эту проблему. Так в начале 1992 года на юг был отправлен так называемый «поезд дружбы», для охраны которого мобилизовали около 500 бойцов УНСО. В рамках этой акции «поезд дружбы» посетил Одессу, Херсон и другие города, в процессе с представителями местной власти проводились «воспитательные беседы», а в Севастополе был проведён молебен на месте гибели украинских моряков от рук большевиков.
Осенью 1991 года активисты УНСО разогнали конгресс пророссийской организации «Отечественный форум» в Киеве. В 1992 году в Одессе «отбили» желание инициировать создание Новороссийской Республики. В том же году УНА-УНСО активизирует деятельность среди этнических украинцев России, в частности был создан фонд «Кубань» (позже «Всеукраинский Комитет возвращения Кубани в состав Украины»).
В 1992 году, во время Приднестровского конфликта, УНСО создала добровольческий отряд и отправила его в Приднестровье с целью борьбы против молдавских войск. По словам Дмитрия Корчинского, в боях под Кошницей одному из бойцов УНА-УНСО оторвало руку. В 1993 году очередной добровольческий отряд УНСО отправляется в Абхазию с целью борьбы на стороне Грузии. 8 унсовских добровольцев получили звание почётного гражданина Грузии. Указом президента Грузии 14 добровольцев УНСО награждены орденом Вахтанга Горгасала — наградой за воинскую доблесть, 7 из них — посмертно.
По результатам прошедших в марте 1994 года выборов в Верховную раду Украины УНА-УНСО удалось провести в украинский парламент трёх депутатов по одномандатным избирательным округам — Олега Витовича, Юрия Тыму и Ярослава Иллясевича.
29 декабря 1994 года УНА-УНСО была официально зарегистрирована министерством юстиции Украины. Власти отказались, однако, регистрировать партию под её полным названием и с тех пор УНА-УНСО официально называется — «Украинская национальная ассамблея».
К тому времени Юрий Шухевич покинул пост главы партии и новым председателем УНА-УНСО был избран Народный депутат Украины, Председатель подкомитета ВРУ по защите прав человека Олег Витович (август 1994).
По словам Юрия Шухевича, во время Первой чеченской войны добровольцы из УНА-УНСО воевали на стороне республики Ичкерия против российских войск. Ещё одной громкой акцией партии было сжигание российского флага на заседании Верховной рады Украины 5 апреля 1995. Во время несанкционированного властями погребения патриарха Владимира (УПЦ КП) на Софиевской площади в центре Киева, которое переросло в массовые беспорядки 18 июля того же года УНА-УНСО под предлогом защиты похоронной процессии организовала драки с украинской милицией.

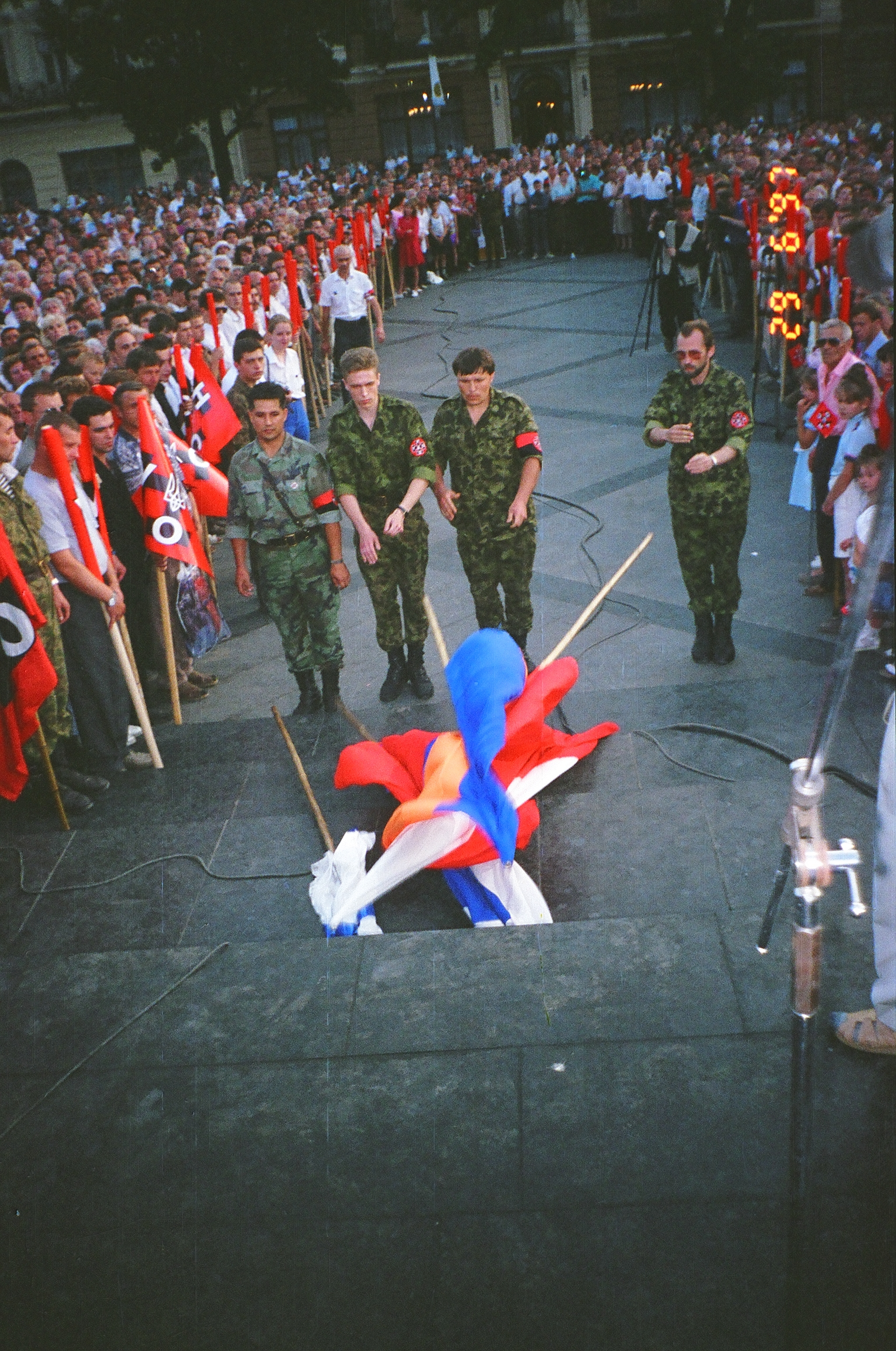
Митинг во Львове с выбрасыванием флагов Польши, России и Румынии, 29 июня 1997 год.

### Неудачи в политике
Проводимые организацией акции привели к тому, что 6 сентября 1995 года Министерство юстиции Украины сняло УНА-УНСО с регистрации. После этого УНА-УНСО перешла на нелегальное существование. Нелегальный период УНА-УНСО длился чуть более двух лет. 20 июля 1996 года прошёл Учредительный съезд УНА-УНСО (до этого партийные съезды назывались сессиями), на котором была принята новая программа. Это должно было показать украинским властям, что УНА-УНСО достойна перерегистрации. 29 сентября 1997 года украинское Министерство юстиции зарегистрировало партию. В декабре 1997 года из организации вышел её организатор и идейный вдохновитель Дмитрий Корчинский.
Прошедшие в марте 1998 года парламентские выборы обернулись для УНА-УНСО провалом. За партию отдали свои голоса лишь 105’977 избирателей (0,37 % поддержки (24-е место из 30). По одномандатным округам УНА-УНСО ни одного места в Верховной Раде не получила. В декабре 1998 года организацию покинули её основные руководители — председатель Олег Витович, и. о. заместителя председателя Владимир Мамалыга и председатель исполкома Виктор Мельник.
В 1999 году на очередном партийном съезде новым главой партии был избран Андрей Шкиль. В том же году УНСО отправило свой последний добровольческий контингент, на этот раз в Косово для поддержки сербских властей против албанских повстанцев.
Зимой 2000—2001 годов УНА-УНСО приняла активное участие в акциях «Украина без Кучмы». В результате массовых столкновений перед зданием администрации президента Украины 9 марта 2001 года 18 членов УНА-УНСО были арестованы и преданы суду. Все они получили разные (до пяти лет) сроки лишения свободы. 18 ноября 2001 года главой партии был избран Николай Карпюк. Вместе с другими 17 унсовцами заключён в тюрьму, из которой вышел в октябре 2004.
На парламентских выборах 31 марта 2002 года за УНА-УНСО проголосовали 11 839 избирателей. Это означало 0,04 % поддержки или 31-е место из 33.

### Внутрипартийный раскол 2002 года
30 июня 2002 года в партии произошёл раскол — сторонники Андрея Шкиля провели съезд и избрали его главой УНА-УНСО. Воспользовавшись заключением Николая Карпюка, группа унсовцев избрала своим главой партийного функционера Эдуарда Коваленко. Бывший депутат от УНА-УНСО, Юрий Тыма, также организовал свою собственную партию, которую назвал «Украинской национальной ассамблеей-Украинской национальной солидарной организацией».
Во время Оранжевой революции некоторые формирования УНА-УНСО поддерживали кандидатуру Виктора Ющенко на пост президента Украины.
Впоследствии Эдуард Коваленко стал открыто действовать в пользу сепаратистов Донбасса, в 2015 году был осужден Геническим районным судом, а 29 декабря 2019 года в ходе двустороннего обмена пленными между Украиной и ЛНР был передан ЛНР.

### Деятельность в 2000-е годы
15 октября 2005 года в Киеве прошёл очередной съезд УНА-УНСО Эдуарда Коваленко. На нём временно интернированный Коваленко был смещён с поста главы партии и новым председателем УНА-УНСО был избран её основатель, Юрий Шухевич. В декабре того же года произошло воссоединение сторонников Юрия Шухевича и Николая Карпюка, которых министерство юстиции продолжало считать правомочной УНА-УНСО (согласно заявлению от сентября 2005 года). После обновления руководства партия активизировалась. На парламентских выборах 26 марта 2006 года за неё проголосовали 16 379 человек. После этого УНА-УНСО участвовала в таких мероприятиях, как празднование 64-летия УПА 14 октября 2006 года и празднование дня рождения Степана Бандеры 1 января 2007 года в Киеве.

### Деятельность во время Евромайдана и украинского кризиса (2014—2017)
УНА-УНСО участвовала в Евромайдане на стороне протестующих. 22 января в ходе противостояния на улице Грушевского погиб член УНСО — белорус Михаил Жизневский («Локі»); УНСО сообщает о гибели ещё двоих своих членов 17 февраля.
22 марта 2014 года прошёл съезд националистического движения Правый сектор, на котором было объявлено о создании политической партии Правый сектор. Партия создана на юридической и кадровой базе партии «Украинская национальная ассамблея» (УНА), которая была переименована в партию «Правый сектор». В состав этой партии вошла УНА-УНСО, официально прекратив существование как самостоятельная политическая партия.
24 марта под Ровно был убит при невыясненных обстоятельствах видный деятель УНА-УНСО Александр Музычко («Сашко Білий»).
Члены УНСО вступали в про-украинские вооружённые формирования, воевавшие на востоке Украины.
В октябре 2014 года Юрий Шухевич был снят с должности председателя УНА-УНСО в связи с тем, что дал согласие баллотироваться на досрочных парламентских выборах от Радикальной партии Олега Ляшко без согласования с Высшим советом организации.
7 апреля 2015 года УНА-УНСО решила возобновить самостоятельную политическую деятельность и избрала председателем Константина Фуштея. Однако 2 июля 2015 года в регистрации партии УНА-УНСО было отказано; по словам руководителя партии, официальной мотивацией отказа было то, что представители УНА-УНСО «воевали на стороне фашистов в 1942 году». Однако позже, 20 августа 2015 года партия всё же была зарегистрирована и объявила о намерении участвовать в осенних местных выборах.
Ранее УНСО официально расшифровывалась как «Украинская Народная Самооборона», с 2002 г. одна из отколовшихся групп расшифровывала УНСО как «Украинская Националистическая Самооборона», также в 2015 г. при регистрации партии «УНА-УНСО» вторая часть расшифровывается как «Украинская Националистическая Самооборона».
Со времени конфликта в Донбассе партия «УНА-УНСО» К. Фуштея создала Добровольческий батальон УНСО, который затем вошел в состав Вооруженных Сил Украины (ВСУ); УНА-УНСО передана военная база в Гущинцах, где создан и функционирует Учебный Центр имени Евгения Коновальца и проходят обучения резервные батальоны территориальной обороны, комплектируемые военкоматами с разных местностей Украины.

#### Запрет в Крыму и России
В ходе аннексии Крыма Верховный Совет Автономной Республики Крым 11 марта 2014 года запретил деятельность УНА-УНСО и ряда других организаций на территории республики с аргументацией, что их деятельность несёт угрозу жизни и безопасности жителей Крыма.
14 марта 2014 года Главным следственным управлением Следственного комитета Российской Федерации по Северо-Кавказскому федеральному округу возбуждено уголовное дело в отношении граждан Украины, состоящих в рядах УНА-УНСО, среди которых Игорь Мазур, Валерий Бобрович, Дмитрий Корчинский, Андрей Тягнибок и Олег Тягнибок, Дмитрий Ярош и Владимир Мамалыга. Они подозреваются в участии в банде, которая принимала участие в боевых действиях против российских войск на стороне чеченских сепаратистов в период 1994−1995 годов (чч. 1, 2 ст. 209 УК РФ (создание устойчивой вооружённой группы (банды) в целях нападения на граждан, руководство такой группой (бандой) и участие в совершаемых ею нападениях).
Решением Верховного суда Российской Федерации от 17 ноября 2014 года, УНА-УНСО признана экстремистской и её деятельность запрещена в России. Так же под запрет попали другие подобные организации.

## Участие в вооружённых конфликтах
- Первая карабахская война — на стороне Азербайджана[22][23].
- Приднестровский конфликт — на стороне Приднестровья[24][25][26].
- Грузино-абхазская война — на стороне Грузии[27][28].
- Первая чеченская война — на стороне Чеченской Республики Ичкерия[10].
- Война за независимость Хорватии — на стороне Хорватии[29].
- Война в Боснии и Герцеговине — на стороне Хорватии и Боснии[30].
- Косовская война — на стороне Союзной Республики Югославия[31].
- Война в Грузии (2008) — на стороне Грузии (по заявлениям Следственного комитета при прокуратуре Российской Федерации)[32][33][34], организация своё участие отрицала[35].
- Российско-украинская война — на стороне Украины[источник не указан 852 дня].

### Депутаты от УНА-УНСО (1994—1998) на сайтеВерховной рады Украины
1. Олег Васильевич Витович
2. Юрий Казимирович Тыма
3. Ярослав Михайлович Илясевич